# دی پوینت
دی پوینت (انگلیسی: The Point, Panama City) ساختمان مسکونی ۶۷ طبقه مستقر در شهر پاناماسیتی، پاناما است، که در سال ۲۰۱۱ احداث گردید.